# ジャキー・フルーネン
ジャキー・ノエル・フルーネン（Jackie Noëlle Groenen, 1994年12月17日 - ）は、オランダの女子サッカー選手。パリ・サンジェルマン所属。過去に柔道選手としても活動していた。

## クラブキャリア
ジャキー・フルーネンは姉妹のメルセル・フルーネンと共にGSBWでフットボール･キャリアを開始。VV RielとWilhelmina Boysを経てSV Rood-Wit Veldhovenへと移り、2011年1月にメルセルと共にドイツのSGエッセン・シェーンベックに加入した。このクラブでブンデスリーガにデビューし、2011/2012シーズンにFCR2001デュースブルクへ移籍。2014年から2シーズンチェルシーでプレーし、2015年夏に1.FFCフランクフルトへ移籍。

## オランダ代表
2009年に17歳以下オランダ代表にデビュー。2012年3月には19歳以下オランダ代表にもデビューしたが、多くの怪我でほとんどプレーできなかった。A代表になかなか招集されなかったため、国籍を持つベルギーのフットボール協会から打診を受けて、本人も「もうオランダ代表の見込みは無い」と前向きに検討していたが、2016年1月22日にデンマークとの練習試合でオランダ代表にデビュー。2016年10月20日のスコットランドとのアウエーでの練習試合で初ゴールを決めている。
代表監督アルヤン・ファン・デル・ラーンのもとではなかなかチャンスに恵まれなかったが、2017年夏の自国開催の欧州選手権に向けて1月にサリーナ・ヴィーフマンが新たに代表監督に就任すると次第に出場機会が増加。スタメン選手として本大会を迎えると、初戦のノルウェー戦で圧倒的なパフォーマンスを発揮。鋭いスルーパスで多くのチャンスを作り、全体としても高いパス成功率を記録して大きなインパクトを残すと、その後も大会を通してフルーネンはオランイェレーウヴィネンのキープレイヤーであり、「チームで最も重要な選手」として実際の大会最優秀選手に選ばれたリーケ・マルテンスに劣らない評価を受けた。

## 柔道
フルーネンは柔道選手としていくつかの賞を獲得している。2007年、2008年、2009年に15歳以下の大会で-32kg級オランダ国内王者になった。2010年にはオランダの20歳以下選手権(NK junioren)で-44kg級2位。2010年3月6日にはティルブルフでの17歳以下選手権で-40kg級金メダル、2010年6月の17歳以下欧州選手権では-40kg級銅メダルを獲得。
2011年2月にはオランダの20歳以下選手権(NK junioren)で-44kg級王者となった。
その後、臀部の怪我によって柔道を引退。フルーネンは「お互いに両立するスポーツだったけれど、柔道はあまりに怪我をしやすかった。でも柔道をしたことに後悔は無い。フットボールがずっと一番好きなスポーツだった中で、柔道と恋に落ちた」と振り返っている。